# Rolf Jacobsen (Boxer)
Rolf Jacobsen (* 26. Januar 1899 in Oslo; † 15. Mai 1960 ebenda) war ein norwegischer Boxer.

## Werdegang
Rolf Jacobsen wurde 1917 und 1918 norwegischer Meister im Leichtgewicht. Bei den Olympischen Sommerspielen 1920 in Antwerpen unterlag er im Mittelgewichtsturnier in seinem Erstrundenkampf Samuel Lagonia. Ein Jahr später nahm er an zwei Profikämpfen teil.